# Compsapoderus erythrogaster
Compsapoderus erythrogaster es una especie de coleóptero de la familia Attelabidae.

## Distribución geográfica
Habita en Japón.